# Talitay

Bản đồ Maguindanao với vị trí của Talitay

Talitay  là một đô thị hạng 4 ở tỉnh Maguindanao, Philippines. Theo điều tra dân số năm 2000 của Philipin, đô thị này có dân số 17.026 người trong 2.789 hộ.

## Các đơn vị hành chính
Talitay được chia ra 13 barangay.
- Adaon
- Bintan (Bentan)
- Gadungan
- Kiladap
- Kilalan
- Kuden
- Makadayon
- Manggay
- Mapayag
- Nunangan (Nunangen)
- Pageda
- Talitay
- Tugal